# Championnats du monde de luge 2020
Navigation
Édition précédente Édition suivante
Les Championnats du monde de luge 2020 se déroulent du 14 au 16 février 2020 à Sotchi (Russie) sous l'égide de la Fédération internationale de luge de course (FIL). Il y a sept titres à attribuer, deux pour les hommes (sprint + épreuve habituelle), deux pour les femmes (sprint + épreuve habituelle), deux pour le double hommes (sprint + épreuve habituelle) et enfin un pour le relais mixte par équipes. Il s'agit d'une compétition annuelle (hors année olympique).
Le calendrier des épreuves est le suivant :
- 14 février 2020 : Sprints
- 15 février 2020 : Femmes
- 15 février 2020 : Doubles Hommes
- 16 février 2020 : Hommes
- 16 février 2020 : Relais Mixte

## Tableau des médailles
| Rang | Nation    | Or | Argent | Bronze | Total |
| ---- | --------- | -- | ------ | ------ | ----- |
| 1    | Russie    | 5  | 2      | 1      | 8     |
| 2    | Allemagne | 2  | 1      | 2      | 5     |
| 3    | Autriche  | 0  | 2      | 1      | 3     |
| 4    | Italie    | 0  | 1      | 1      | 2     |
| 4    | Lettonie  | 0  | 1      | 1      | 2     |

## Podiums
| Épreuves                | Or                                                                    | Argent                                                               | Bronze                                                                 |
| ----------------------- | --------------------------------------------------------------------- | -------------------------------------------------------------------- | ---------------------------------------------------------------------- |
| Hommes                  | Roman Repilov                                                         | Jonas Müller                                                         | Wolfgang Kindl                                                         |
| Sprint Hommes           | Roman Repilov                                                         | David Gleirscher                                                     | Dominik Fischnaller                                                    |
| Double-hommes           | Allemagne Toni Eggert Sascha Benecken                                 | Russie Aleksandr Denisyev Vladislav Antonov                          | Allemagne Tobias Wendl Tobias Arlt                                     |
| Sprint Double-hommes    | Russie Aleksandr Denisyev Vladislav Antonov                           | Italie Emanuel Rieder Simon Kainzwaldner                             | Allemagne Tobias Wendl Tobias Arlt                                     |
| Femmes                  | Ekaterina Katnikova                                                   | Julia Taubitz                                                        | Victoria Demchenko                                                     |
| Sprint Femmes           | Ekaterina Katnikova                                                   | Tatiana Ivanova                                                      | Elīza Tīruma                                                           |
| Relais mixte par équipe | Allemagne Julia Taubitz Johannes Ludwig Toni Eggert / Sascha Benecken | Lettonie Kendija Aparjode Kristers Aparjods Andris Šics / Juris Šics | États-Unis Summer Britcher Tucker West Chris Mazdzer / Jayson Terdiman |